# Георги Борисов
Георги Борисов Богданов е български поет, есеист и публицист, издател, главен редактор на списание „Факел“, преводач от руски, френски и английски.

## Биография
Роден е на 17 юли 1950 г. в София. Завършва Френската езикова гимназия в родния си град и Литературния институт „М. Горки“ в Москва (1974). През 1974 – 1976 г. отбива редовната си военна служба, от която се уволнява като младши лейтенант от запаса. Работил е като редактор във вестник „Литературен фронт“ (1976 – 1981), завеждащ отдел „Документална и художествена литература“ в „Профиздат“ (1986 – 1989), продуцент на направление „Литература и публицистика“ в БНТ (1994). От създаването на сп. „Факел“ (1981) е негов заместник главен редактор, а от 1990 г. – главен редактор. Основател и директор на издателствата „Факел“ (1991 – 1995) и „Факел експрес“ (1995). От 2009 до 2016 г. е главен драматург на Народния театър „Иван Вазов“.
Под неговото съставителство и редакция от 2005 г. започва да излиза библиотечната поредица на изд. „Факел експрес“ и „Жанет 45“ „Нова проза“, в която са включени българските преводи на съвременни руски автори, сред които Василий Гросман, Василий Аксьонов, Сергей Довлатов, Владимир Войнович, Юз Алешковски, Юрий Мамлеев, Виктор Ерофеев, Евгений Попов, Анатолий Корольов, Саша Соколов, Едуард Лимонов, Людмила Улицкая, Михаил Шишкин.
Член на журито на Националния младежки конкурс за поезия „Веселин Ханчев“ за 1990 г. От 2003 до 2007 г. е председател на журито на националната награда за съвременна българска художествена проза „Хеликон“. От 2010 до 2014 г. е член на журито за националната литературна награда „Милош Зяпков“.

## Творчество
Автор е на поетичните книги „По пладне някъде в началото“ (1977), „Оставете човека“ (1981), „Врати“ (1986), „Пришълец“ (1992), „Живият бог“ (1997), „Картаген“ (2000), „Точно в три“ (2008), „Какво ми каза свободата / Что мне сказала свобода“ (стихотворения и преводи на български и руски език, 2012, Москва, „Центр книги Рудомино“), „Нищо“ (2015), „И замирисва на море“ (2019), „Излизане от съня“ (2020).
През 2021 г. излиза сборникът му с немерена реч „Откаченият вагон“, а през 2023 г. – в съавторство с Анатолий Корольов – книгата му с проза и поезия „ХИАТУС. До пъпа на Земята и обратно“.
През 2024 г. издателство „Колибри“  пусна от печат двутомника му „Моите истории (1973-2023)“ с негови непубликувани стихотворения, мисли и наблюдения, философски есета и мемоарна проза, литературни портрети и свидетелства. 
Георги Борисов е известен и с множеството си публикации документална и художествена проза, сред които „Хиатус“ (2007) в съавторство с Анатолий Корольов (сп. „Иностранная литература“, кн. 8, 2008), публицистични и критически статии, есета, литературни анкети и разговори (Б. Окуджава, Ю. Нагибин, Д. Пригов, А. Кучаев, М. Розанова, Вл. Буковски, Е. Евтушенко, Юз Алешковски, Вл. Шаров, Виктор Ерофеев, Е. Попов, А. Корольов, М. Шишкин, С. Гандлевски, Ал. Кабаков, А. Цветков, Св. Василева, П. Ореховски, З. Прилепин, Ю. Андрухович, В. Суворов, О. Гордиевски, Анабел Маркова, Робърт Конкуест, Грегоар Делакур, Ясмина Реза, Ненад Величкович, Й. Радичков, Миряна Башева, Никола Радев, Алек Попов, Хр. Бойчев, Е. Алексиева, Владислав Тодоров, Снежана Иванова и др.).
Превежда руски, френски и английски поети (Ал. Пушкин, Ал. Блок, В. Хлебников, Д. Хармс, К. Симонов, М. Светлов, А. Вознесенски, Е. Евтушенко, Ю. Кузнецов, Й. Бродски, Ю. Алешковски, Г. Аполинер, Р. Флинт, Дж. Балабан). Негови стихове са включвани в различни представителни антологии на българската поезия в САЩ, Великобритания, Франция, Германия, Русия, Турция, Чехия, Република Северна Македония, Хърватска и др. и са публикувани на повечето европейски езици.
Участник е в редица международни литературни срещи и фестивали, сред които „Интерлит’ 82“ (Кьолн, Германия), общоевропейската писателска среща „Литературен експрес 2000“, Международната среща на европейските писатели в Ереван (2001), Международните поетични празници в Струга (Македония, 2003), Дунавската конференция за изкуство и култура в Белград (2003), Международните поетични празници „Златен ключ“ в Смедерево, Сърбия (2004), Международната писателска среща в Белград (2004), Четвъртата международна среща за превод, издаване и поставяне на пиеси (Вилньов Ле-з-Авиньон, Франция, 2006), Дните на българската култура „Балканска пролет“ в Нормандия (2006), Първия международен фестивал на книгата на открито в Москва (2006), Третият международен руско-грузински поетически фестивал „В търсене на Златното руно“ (2009), Дни на духовната култура на България в Москва и Санкт Петербург (2012) и др. През 2009 г. е почетен гост на Московския панаир на книгата, а през 2019 г. – на Салона на книгата в Париж.

## Награди
Носител е на множество награди, сред които наградата „Владимир Башев“ за най-добра първа стихосбирка (1977), голямата награда за поезия на в. „Труд“ „Златният ланец“ (1999), Националната награда „Иван Николов“ за най-добра поетична книга (2001), Славейковата награда за лирично стихотворение (2007) и др. През 2009 г. става първият носител на националната награда „Милош Зяпков“ за най-добра книга.
През 2008 г. Федералната агенция по печата и масовите комуникации на Русия го удостоява с юбилейния медал „Петър I“, а през 2013 г. получава наградата на Министерството на културата „Златен век“. Лауреат е на международната награда „Русская премия“ за „принос в съхраняването и развитието на традициите на руската култура извън пределите на Руската федерация“ (2015).
През 2021 г. е отличен с наградата „Орфеев венец“ за изключително високи постижения в съвременната българска поезия на фестивала „Пловдив чете“ и с награда „Перото“ за цялостен принос в българския литературен контекст. През 2022 г. за сборника с немерена реч „Откаченият вагон“ (2021) Портал Култура му присъжда първа награда за хуманитаристика „заради неговата „немерена реч“, която разширява пределите на българската словесност“.
През 2023 г. става носител на националната награда за поезия „Никола Фурнаджиев“